# Ravni (Czarnogóra)
Ravni (cyr. Равни) – wieś w Czarnogórze, w gminie Kolašin. W 2011 roku liczyła 17 mieszkańców.